# Cabezo Negro de Tallante
El Cabezo Negro de Tallante es un volcán extinguido situado al norte del municipio de Cartagena, en el pueblo de Tallante en la Región de Murcia (España).

## Aspecto
Se trata de un cono volcánico convertido en un domo a causa de la erosión, y con forma de cabezo.

## Vulcanismo
Este volcán se sitúa sobre un gran campo volcánico de más de 20 km al oeste del Campo de Cartagena, donde también destacan los volcanes de La Magdalena, de San Isidro, la ladera norte de la Sierra de Mula y el volcán Cabezo de La Viuda. 
Este cono volcánico constituye el último episodio de vulcanismo del Campo de Cartagena ya que se formó durante el pleistoceno, hace sólo 1 millón de años. A pesar de su juventud, las lavas están muy alteradas y erosionadas, pero se pueden apreciar todavía su malpaís, algunas coladas de lava, estructuras fluidales y emisiones freatomagmáticas, por lo que es el volcán más visitado de la zona por los estudiantes de vulcanología. Geológicamente, está compuesto de basalto alcalino, especialmente, de xenolitos, compuesta de rocas ígneas y metamórficas. 
Las erupciones no fueron muy agresivas a juzgar por la poca potencia de las coladas basálticas y los flujos piroclásticos en la zona central, donde pudo haber estado el cráter.

## Patrimonio natural

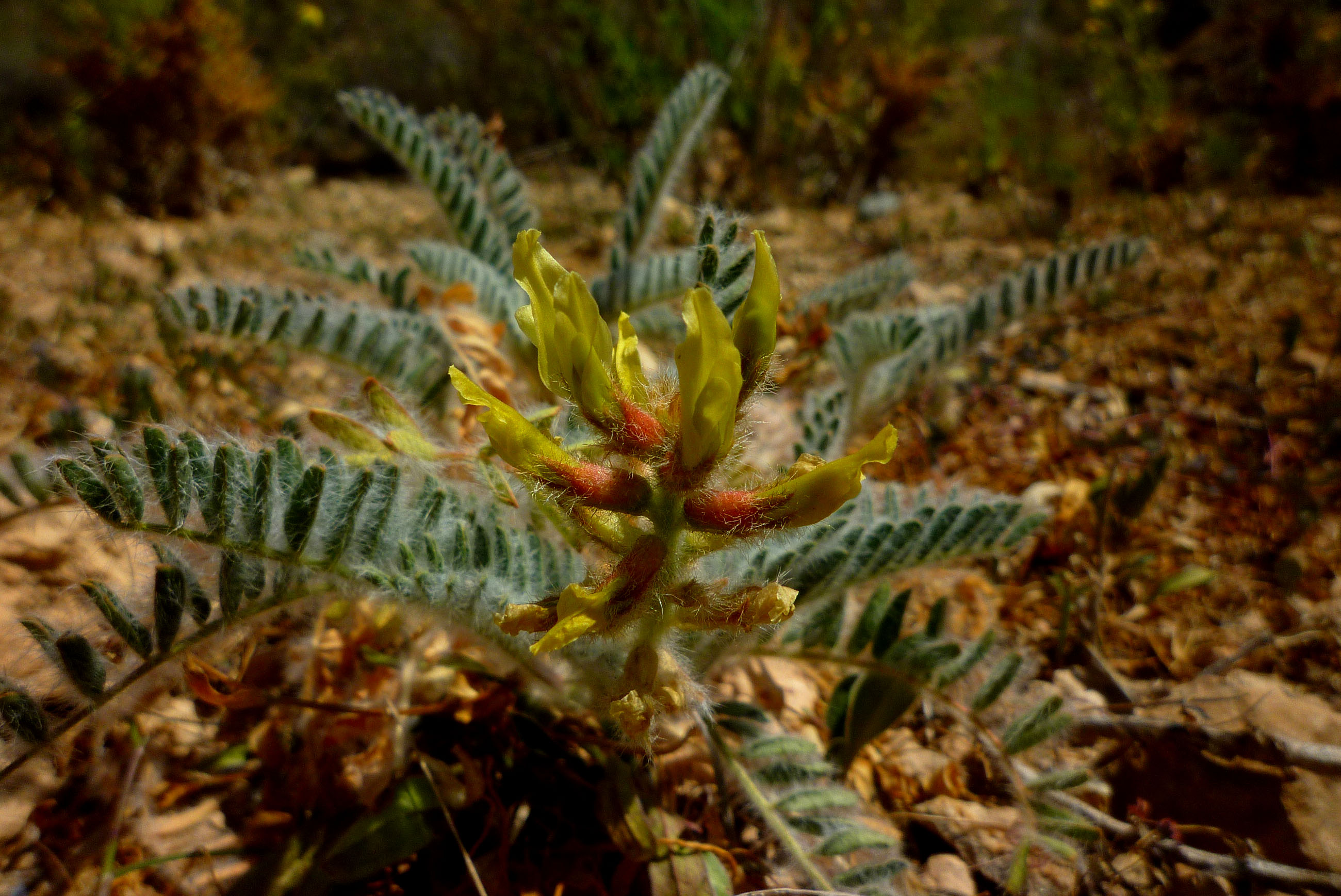
Garbancillo de Tallante, especie que habita el entorno de este volcán.

Es patrimonio natural desde el 13 de diciembre de 2007.  
Sobre estos volcanes se asienta una especie iberoafricana singular en el continente europeo: el azufaifo (Ziziphus lotus). Además, es el  hábitat también de un endemismo exclusivo del Campo de Cartagena y en peligro de extinción: el garbancillo de Tallante (Astragalus nitidiflorus).

## Alrededores
Los pueblos más cercanos al volcán son Tallante y Las Palas.